# Vicent Sanchis i Llàcer
Josep Vicent Sanchis i Llàcer (València, 1961) és un periodista valencià, professor de la Facultat de Ciències de la Comunicació de la Universitat Ramon Llull de Barcelona. Ha estat vicepresident d'Òmnium Cultural, secretari general de la Fundació Catalunya Oberta, i director de Televisió de Catalunya del 13 de març del 2017 al 27 d'abril del 2022. Des de setembre del 2022, presenta El Pentàgon a 8tv.

## Biografia
Llicenciat en Ciències de la Informació per la Universitat Autònoma de Barcelona, entre 1982 i 1984 va col·laborar en diverses publicacions i va ser corresponsal de la revista El Món a València. És, a més, doctor en Comunicació per la Universitat Ramon Llull amb la tesi Els assassins d'El Capitán Trueno, amb la qual va obtenir excel·lent cum laude. Des d'aleshores, ha ocupat diversos càrrecs, com el de director del setmanari El Temps; director de la revista Setze, suplement en català de Cambio 16 (1988); director adjunt i director del diari El Observador (1990-1993), i director del diari Avui (1996-2007). Aquell any, Sanchis va ser nomenat president del consell editorial de la Corporació Catalana de Comunicació, nova empresa editora del diari.
El 2007 signà el Manifest Basset-Bausset per reivindicar la recuperació de les institucions anul·lades pel Decret de Nova Planta com a via per a assolir la sobirania nacional dels Països Catalans. Un any després, el 2008, va ser nomenat director de continguts del Grup Cultura 03, on va treballar durant un any analitzant la possibilitat de fer un nou diari. Durant un breu període va dirigir la revista Time Out Barcelona. També ha estat director i guionista de diversos programes de Televisió de Catalunya, com Stromboli, Cosí Cosà i Pares i fills. Entre gener de 2009 i 2010 va dirigir Barça TV.
Ha comissariat diverses exposicions, entre les quals destaca Barcelona – València – Palma (2010), al CCCB, amb Melcior Comes i Ignasi Aballí. El 27 de setembre de 2012 rebé el 33è premi Carles Rahola per un assaig sobre el País Valencià, 50 anys després de la publicació de l'obra de Joan Fuster, Nosaltres, els valencians.
El 2012 va ser novament nomenat director del setmanari El Temps, així com director general de la Fundació Catalunya Oberta, succeint l'advocat Josep Maria Antràs. Ha estat articulista de diversos mitjans, com El Punt Avui, Nació Digital i El Singular Digital i ha participat en tertúlies de programes com L'oracle, Els matins, Divendres o El món a RAC 1. El 2015 treballà en la identificació dels elements presents en col·leccions públiques i en l'àmbit privat de cara a donar forma al futur fons del Museu del Còmic.
El 13 de març de l'any 2017 va ser nomenat director de Televisió de Catalunya, substituint Jaume Peral al capdavant de la televisió pública catalana.
El 6 d'abril de 2017 tots els grups parlamentaris excepte Junts per Sí van reprovar-lo per considerar que la seva elecció havia estat partidista.
El 27 d'abril de 2022, Vicent Sanchis va deixar el càrrec, i el 4 de maig, va incorporar-se al Grup Món com a director general. Després d'exercir en funcions, Sigfrid Gras va ser escollit per concurs públic nou director de Televisió de Catalunya.

## Obra publicada
- Les ràdios lliures: una pràctica alternativa (Terra Verda, 1985)
- L'ombra del poder (Planeta, 1999), amb Lluís Prenafeta (col·laboració)[18]
- Franco contra Flash Gordon (2009) Premi Joan Fuster d'assaig de 2009
- Tebeos mutilados. La censura franquista contra Editorial Bruguera (Ediciones B, 2010) ISBN 978 8466644211
- Adéu Espanya, adéu Catalunya (Pòrtic, 2010), amb Miquel Porta Perales ISBN 978 8498091601
- El malson, quan la realitat supera la ficció (L'arquer, 2010), amb Lluis Prenafeta ISBN 978 8466412469
- Valencians, encara (2012) Premi Carles Rahola d'assaig de 2012, inicialment Cinquanta anys després ISBN 978 8475883595

## Premis i reconeixements
- 2009 - Guardó especial de la junta de l'Associació de Publicacions Periòdiques en Català.[19]
- 2012 - Premi Carles Rahola per Valencians, encara